# Culicoides pseudosalinarius
Culicoides pseudosalinarius är en tvåvingeart som beskrevs av Chu 1981. Culicoides pseudosalinarius ingår i släktet Culicoides och familjen svidknott. Inga underarter finns listade i Catalogue of Life.